# Cauron
Cauron – rzeka we Francji, przepływająca przez teren departamentu Var, o długości 29,1 km. Stanowi dopływ rzeki Argens.